# Tomás Bellas
Tomás Bellas García (Madrid, 24 giugno 1987) è un cestista spagnolo, professionista nella Liga ACB.